# Reid Reilich
Reid Reilich (17 juli 1946 - Los Angeles, 2 juni 1999) was een Amerikaans songwriter. Zijn werk werd uitgevoerd door artiesten als Davy Jones (voorheen zanger van The Monkees), Vic Dana, Al Capps, John Davidson en The Cats.

## Biografie
Reilich schreef een aantal nummers die door bekende artiesten werden opgenomen. Hij schreef vooral samen met Gordon Marron. In 1970 zette Davy Jones (voorheen bij The Monkees) het nummer Take my love op zijn gelijknamige elpee Davy Jones
Hij werkte onder meer aan The love in your eyes van Vic Dana uit 1971 en A clown never cries van John Davidson, eveneens uit 1971. Het eerste lied werd de titelsong van de elpee Love in your eyes van de Nederlandse band The Cats, waarop ook het tweede verscheen.
Verder schreef hij filmmuziek, zoals het lied Power voor de film Black girl uit 1971 (met Ed Bogas, voorheen The United States of America) en met Gordon Marron vier soundtracks voor de film One page of love uit 1979.
Reilich overleed op 2 juni 1999 op 52-jarige leeftijd aan leukemie.